# 보스1999
《보스1999》는 대한민국의 게임 회사 트리거소프트가 제작한 전략 시뮬레이션 게임이다. 게임 시작 시 총 7개의 조직 중 한 조직을 선택해서 플레이 할 수 있다. 각 조직별로 고유의 특성이 있어 이것 또한 게임 플레이의 재미요소로 보일 수 있다.

## 게임의 역사
초기에는 《보스1999》라는 이름이 아니라 《보스》라는 이름이었다. 보스의 데모버전을 공개하여, 폭발적 인기를 누리면서 곧 나올 정식버전에 대한 지대한 관심으로 이어졌다. 트리거소프트는 얼마간의 마무리작업과 테스트끝에 결국 정식버전을 출시하기로 결정하였으나, 폭력성으로 게임심의에 걸려 출시되지 못하였다. 게임 용어인 조직폭력배 용어(예 : **파, 두목,부두목)를 회사 용어(**기획,사장,부사장)로 바꾸고, 지명을 서울, 부산 기타등등 지역들을 1구역, 2구역 등으로 대폭 수정하여 《보스1999》(회사판)라는 이름으로 출시하게 된다.
1~2년 뒤에 트리거소프트에서는 홈페이지를 통해 《보스1999》 통신판매를 하였다. 돈을 내면 다운받을 수 있는 식이었다. 이때의 통신판매 《보스1999》는 조직 버전이고, 동시에 립버전이었다. 통신판매를 시작한 이후, 《보스1999》(조직판)를 받을 수 있는 립버전이 인터넷에 돌기 시작했다.
(모바일 출시를 기다리는 아재들이 많다.)

## 조직
조직은 총 7개로 이루어져있으며 전국통합을 위한 싸움을 그리고 있다.
세기파 : 활동지역은 서울 강북, 이전 역전파 보스인 이재구의 부하이자 오른팔인 김세기가 세운 조직, 그에게서 많은 걸을 배워왔으며 주먹계에 알려진 이름이다. 보스는 김세기이다.
흑곰파 : 대전을 중심지이며, 신진세력이다. 보스의 본명은 김웅이나, 지하세계에는 흑곰이라 부른다, 생김새와 외모로 보면 김두한과 흡사하며 김두한의 아들이 아닐까, 설도 있다. 보스는 흑곰(김웅)이다.
홍두파 : 서울 강남의 중심지이며,이재구의 수양딸이자 이재구가 투옥되자 후계자 선정과정에서 밀려나 홍두와 그 부하인 정재가 세운 조직이다.보스는 홍두이다.
80(팔십)파: 활동지는 광주, 과거 70년대 주먹들이 모여서 만든 조직이자, 정치권에서 힘을 얻고있다. 싸우기에는 나이가 먹었지만 아직도 후학들을 키우는
능력은 있다. 보스는 김세명이다.
구로자와파 : 부산의 활동지이며, 유일하게 외국의 조직이자, 야쿠자와 연계되어 있는 조직이다. 이들은 서울에서 이재구의 압력을 이기지 못해 부산으로 쫓겨나 조직을 세우고,자금과 인력을 바탕으로 힘을 키우고 있는 듯 하며, 경남지역의 유일한 조직이라 세력을 넓히기 쉬운 처지다. 그래서 다른 조직들의 경계대상 1호다. 보스는 한국인 섬새이다.
연안파 : 중심지가 목포이며, 바다사나이들로 구성되어있는조직, 이들은 남부지방의 부산조직들이 구로자와파에 밑으로 들어갈때 최후의 항전을 벌인 조직이였으나 결국엔 패배하여 목포로 옮겼다. 보스는 최동포이다.
유니콘파 : 인천의 중심지이자, 학생들로 구성되어있다. 어린애들이라고 비웃던 조직인 태성파를 괴멸시키고 인천을 장악했지만 이재구의 중재로 지역 진출은
없었다. 하지만 그가 구속된이후 이들의 방향을 알수가없다, 현재 기존의 조직들도 이들의 존재를 인정하고 있다. 보스는 한재권이다.